# De dood van Dumuzi
De dood van Dumuzi is een Sumerische mythe.
Het verhaal is het einde van een cyclus van mythen waarin verhaald wordt hoe de herdersgod Dumuzi succesvol de godin van de liefde Inanna  het hof maakt en met haar huwt. Als zij echter besluit de onderwereld te bezoeken om er haar vijandige zuster Eresjkigal van de troon te stoten blijkt dat Dumuzi daar eerder feest over viert dan over treurt. Als Inanna terugkeert besluit zij wraak te nemen.  Dit is het onderwerp van de mythen:
- Dumuzi en Enkimdu: Inanna het hof gemaakt
- Het huwelijk van Dumuzi en Inanna
- Inanna's afdaling in de onderwereld

Het einde van het verhaal (De dood van Dumuzi) was lange tijd slechts in stukken en brokken bekend.  In 1915 vertaalde Hugo Radau de laatste regels van het gedicht en in 1930 publiceerde Henri de Genouillac  nog twee stukken, waaronder de beginregels. Uiteindelijk bleek het mogelijk uit 28 tabletten en fragmenten daarvan het gehele gedicht te reconstrueren. De tabletten dateren van ongeveer 1750 v.Chr. maar de mythe is ongetwijfeld (veel) ouder.

## Dumuzi in de Bijbel
De cultus van Dumuzi of Tammuz, zoals hij in de Bijbel genoemd wordt, zou lang, na het verdwijnen van de Sumerische taal, standhouden. Ook door de Israëlieten werd zijn dood lang beweend, dit tot grote ergernis van de priesters van Jahweh. (zie: Ezechiel 8:14)
..14Daarop bracht Hij mij naar de ingang der poort van het huis des HEREN aan de noordzijde; en zie, daar zaten vrouwen, die Tammuz beweenden. 15 Hij zeide tot mij: Hebt gij dat gezien, mensenkind? Nog grotere gruwelen dan deze zult gij zien...

## Inhoud
Het gedicht begint met een voorgevoel van Dumuzi dat hem zijn dood voorspelt. 
Zijn hart was vervuld met tranen
Hij ging voort op de vlakte
De herder- zijn hart vervuld met tranen-
Hij ging voort op de vlakte
Dumuzi- zijn hart vervuld met tranen-
Hij ging voort op de vlakte
Hij hing zijn fluit (?) rond zijn nek
 en gaf uiting aan een jammerklacht:
Hef aan een treurzang,  hef een treurzang aan!
O vlakte,  hef een treurzang aan!
O vlakte,  hef een treurzang aan,  begin een jammerklacht!
Tussen de krabben van de rivier,  hef een treurzang aan!
Tussen de kikkers van de rivier,  hef een treurzang aan!..

Uiteindelijk valt Dumuzi in slaap en heeft een akelige droom, die hij in verbijstering aan zijn zuster Geshtinanna vertelt. Zij is een godin van gedichten, zangkunst en uitleg van dromen en schrikt erg van wat hij haar vertelt:
O mijn broer, de droom die je me vertelt is niet gunstig!
O Dumuzi, de droom die je me vertelt is niet gunstig!
Zij waarschuwt hem dat de droom betekent dat de galla's van de onderwereld, nietsontziende demonen, naar hem op zoek zijn. Hij moet zich zo snel mogelijk verbergen, want de galla's:
..eten geen voedsel, kennen geen water
eten geen meel dat gestrooid wordt
drinken geen water dat geplengd wordt
aanvaarden geen gift die hen gunstig stemt
Dumuzi wil zich verbergen en drukt zijn zuster op het hart zijn verblijfplaats niet te verraden, maar als zij door de galla's belaagd wordt en dezen haar proberen om te kopen komt hij uit zijn schuilplaats en wordt hijzelf door de wezens te pakken genomen. Zij slaan en binden hem en willen hem naar de onderwereld slepen. Daarop richt Dumuzi zich tot zijn zwager, de zonnegod Utu, die hem ondanks de wrok die zijn zuster Inanna voor Dumuzi koestert, toch wel wil helpen. 
Utu nam zijn tranen als een gift aan
Als een man van genade, betoonde hij hem genade
Hij veranderde zijn handen in die van een gazelle
Hij veranderde zijn voeten in die van een gazelle
Zo ontkwam hij zijn galla-demonen
en voerde zijn ziel weg naar Shubirila..
Helaas weten de galla's hem daar weer te vinden en geven hem weer een pak slaag. Opnieuw helpt Utu hem in een gazelle te veranderen en ditmaal vlucht hij naar Belili de wijze oude vrouw. Zij tracht hem wat eten en drinken te geven maar de galla's krijgen hem opnieuw te pakken. Opnieuw ontkomt hij als een gazelle en vlucht naar de kudde van zijn zuster Geštinanna. De galla's dringen echter in de schapen binnen en slaan Dumuzi met een nagel en een stok op zijn slaap en zo sterft Dumuzi als slachtoffer van de liefde en de wraak van de onverbiddelijke Inanna.